# Al Smith
Alfred Emanuel Smith (30. prosince 1873 Manhattan – 4. října 1944 New York) byl politik z USA, člen demokratické strany, starosta města New York a posléze guvernér státu New York. V roce 1928 neúspěšně kandidoval za demokratickou stranu na prezidenta Spojených států. Jeho působení ve funkci je spojeno s velkými reformami státní a městské správy a s vytvořením státních parků v městském zázemí.
Narodil se v rodině chudých irských katolických přistěhovalců v New Yorku a po smrti otce místo dokončení základní školy začal už jako dítě pracovat. V dospělém věku se zapojil do místní politiky a skrze kontakty v politické organizaci Tammany v rámci demokratické strany se relativně rychle vypracoval z pozice dělníka až do kongresu státu New York. Zde se díky svému talentu stál jedním z prominentních zákonodárců a následně se stal starostou a guvernérem New Yorku. Jeho kandidatura na prezidenta USA v roce 1928 však nebyla úspěšná.
Díky svému pozadí v nejnižších společenských vrstvách v New Yorku byl po celou svojí kariéru spojen s projekty zaměřenými na zlepšování životních podmínek střední a nižší třídy ve městě. S tím souvisí jeho tlak na sociální programy, bezpečnost práce, prostor pro rekreaci, výstavbu a rekonstrukce nemocnic, ústavů a vězení a podobně.
Éra jeho působení v roli guvernéra je spjatá se začátky aktivity Roberta Mosese ve strukturách newyorské politiky. Smith udělal z Mosese jednoho ze svých nejbližších poradců a v roce 1927 mu po státní reformě svěřil i nově velmi významný post Secretary of State – tedy prakticky zástupce guvernéra státu. Smith podporoval rozsáhlý program budování státních parků na Long Islandu, který Moses začal realizovat a tato podpora pro populární parkovou politiku mu zřejmě zajistila i pevnou politickou pozici opakovaně potvrzovanou ve volbách ve státě New York.
Jeho první manželkou byla Katie Smith.
Ve státě New York je po něm pojmenováno několik významných budov.